# Microregiunea Bodrogköz
Microregiunea Bodrogköz (în maghiară Bodrogközi kistérség) a fost o microregiune statistică (kistérség) din județul Borsod-Abaúj-Zemplén, Ungaria.
Cu o populație de 16.113 locuitori și o suprafață de 400,38 km2, aceasta a existat până în 2014, când în Ungaria, microregiunile ”kistérségek” au fost înlocuite de districte (járások).